# 菊池彩花
菊池彩花（日语：／ Kikuchi Ayaka */?，1987年6月28日—），長野縣南佐久郡南相木村出身，日本女子速度滑冰運動員。曾獲得2018年冬季奧林匹克運動會競速滑冰比賽女子團體追逐項目金牌。

## 外部連結
- 菊池彩花 - 富士急行滑冰部
- ISU官方網站介紹
- JOC介紹 （页面存档备份，存于）
- 日本滑冰聯盟介紹
- Ayaka Kikuchi （页面存档备份，存于） - Sports Reference
- Ayaka Kikuchi （页面存档备份，存于） - SpeedSkatingStats.com